# Francesco Lando
Francesco Lando, dit le cardinal de Venise,  (né à Venise, Italie, alors dans la république de Venise, et mort  le 26 décembre 1427 à Rome) est un pseudo-cardinal italien du XVe siècle.

## Biographie
Francesco Lando est nommé patriarche de Grado en 1408 et transféré au patriarcat latin de Constantinople en 1409. Il assiste au concile de Pise.
L'antipape Jean XXIII le crée cardinal lors du consistoire du 6 juin 1411. Il assiste au concile de Constance en 1414 et au conclave de 1417, lors duquel Martin V est élu pape. 
Il est camerlingue du Sacré Collège à partir de 1419. En 1424 il est nommé évêque de Sabina.